# Groveton (Nova Hampshire)
Groveton é uma Região censo-designada localizada no estado americano de Nova Hampshire, no Condado de Coos.

## Demografia
Segundo o censo americano de 2000, a sua população era de 1197 habitantes.

## Geografia
De acordo com o United States Census Bureau tem uma área de
5,6 km², dos quais 5,6 km² cobertos por terra e 0,0 km² cobertos por água. Groveton localiza-se a aproximadamente 264 m acima do nível do mar.

## Localidades na vizinhança
O diagrama seguinte representa as localidades num raio de 36 km ao redor de Groveton.